# Lettlands nationalbibliotek

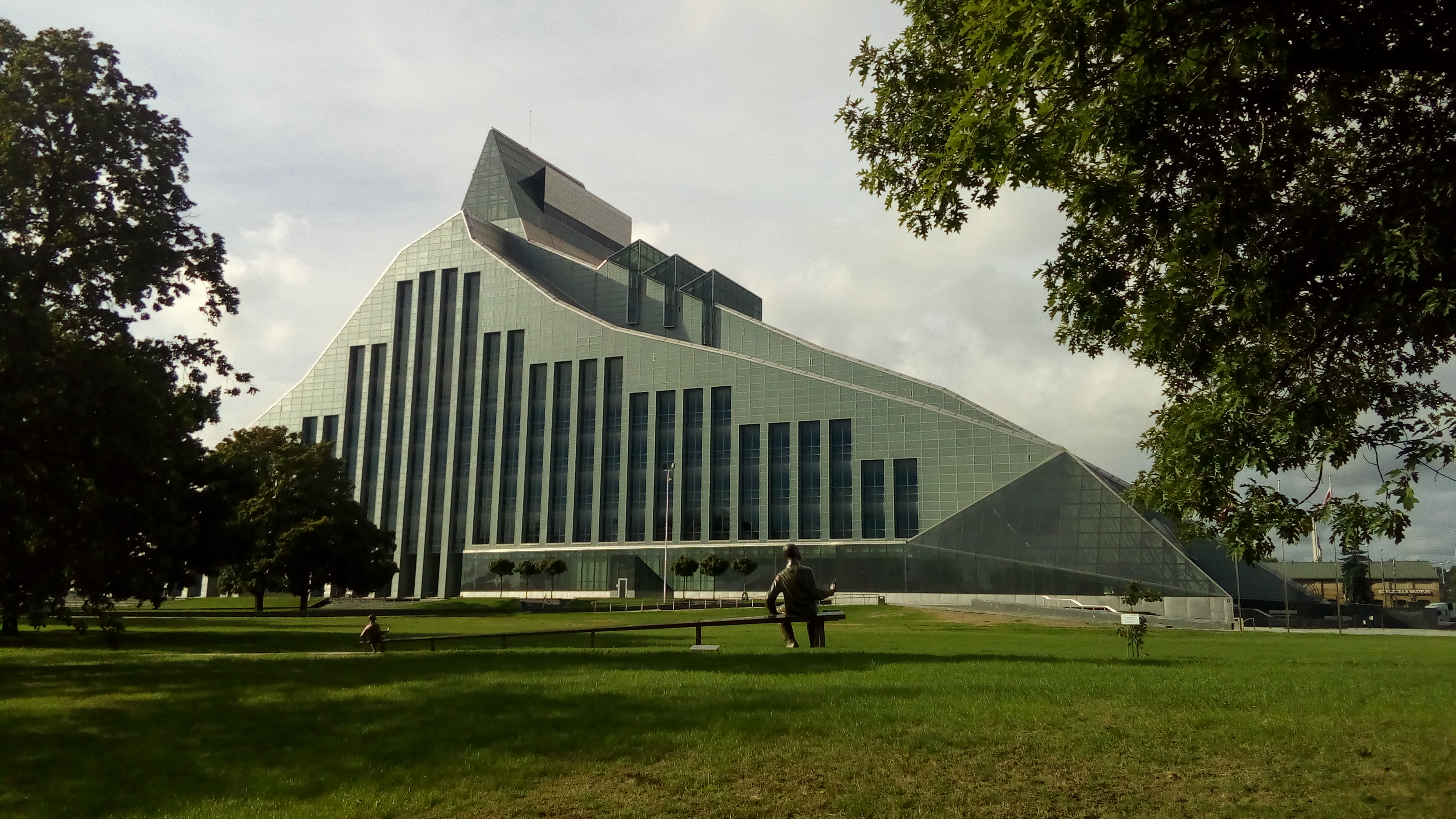
Lettlands nationalbibliotek

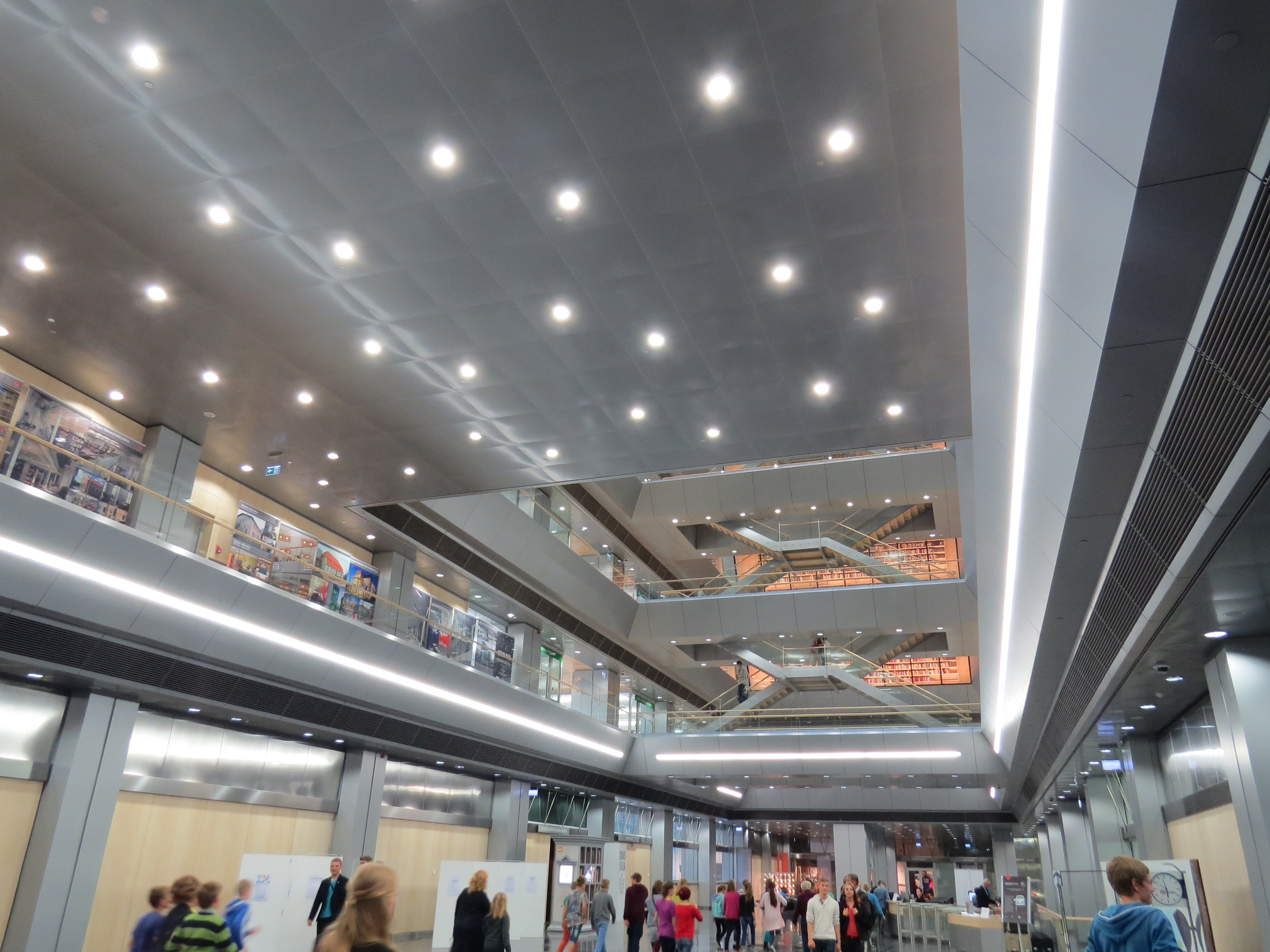
Lettlands nationalbiblioteks foajé. I bakgrunden skymtas boktornet.

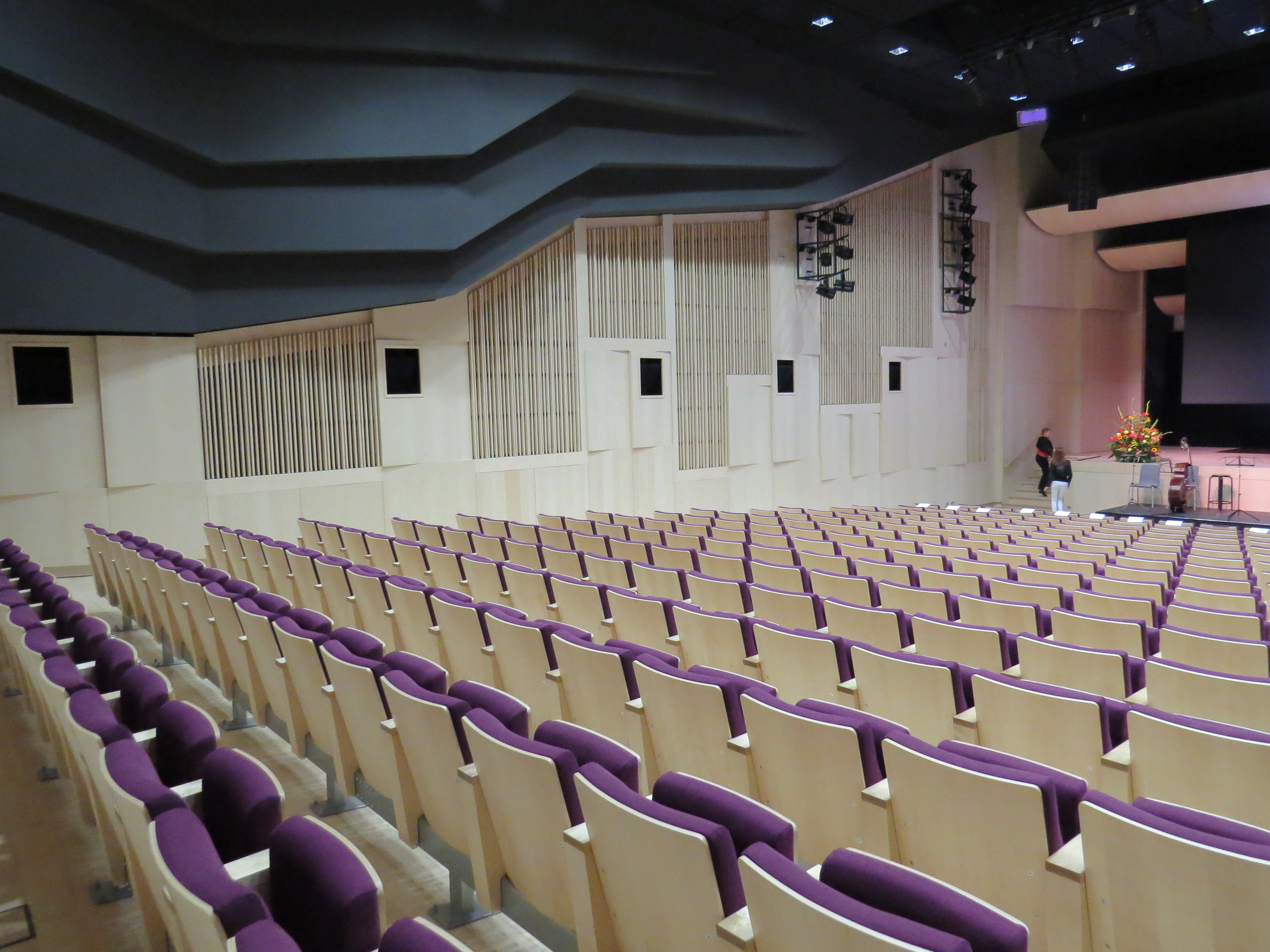
Konsertsalen Ziedonis.

Lettlands nationalbibliotek (lettiska: Latvijas Nacionālā bibliotēka) är Lettlands nationalbibliotek, beläget i huvudstaden Riga. Det invigdes den 29 augusti 2014. 
Biblioteket grundades i augusti 1919 efter att den självständiga republiken Lettland hade bildats 1918. Bibliotekets första chef var Jānis Misiņš. 

## Samlingar
Biblioteket har över 4 miljoner volymer, primärt publikationer från Lettland samt sådana från utlandet som handlar om Lettland och det lettiska folket. Specialsamlingar är bland andra letonica, sällsynta böcker, manuskript, konst, musik, broschyrer och kartor. 

## Byggnad
Nationalbibliotekets nya byggnad Gaismas pils (”Lysslottet”) ligger på Mūkusalas iela 3 vid Daugava mitt emot Rigas gamla stad. Den är ritad av den lettlandsfödde arkitekten Gunnar Birkerts, som inspirerats av lettisk folklore.
Byggnaden är på över 40 000 m2, och har 13 våningar, varav de översta två har panoramautsikt och kan användas till kulturella arrangemang. Det finns omkring 1.000 läsplatser samt magasinsutrymme för sex miljoner publikationer.
I byggnadens atrium finns ett fem våningar högt boktorn som ska fyllas med flera tusen böcker som är gåvor från folk i in- och utlandet. Byggnaden inrymmer också konsertlokalen Ziedonis med 400 platser. Därtill kommer ett konferenscenter samt utställningsutrymmen.